# ولاية تكوينية
الولاية التكوينية -كما عرّفت في مصادر الشيعة-؛ هي «إرادة المعصوم نبياً كان أو وصياً»، وهي من مبادئ تحقق الإرادة الإلهية؛ أي أن الله سبحانه - في مثال إبراء الأكمة والأبرص على يد النبي عيسى - لا يريد إبراءهما إلا إذا أراد ذلك عيسى ، على سبيل المثال. فمن جهة أن الإبراء يكون من الله سبحانه يصح نسبته إليه سبحانه، ولأن إرادة عيسى هي من مبادئ إرادة الله سبحانه ومن موجباته (بمعنى أنها لا تحصل إلا إذا حصلت قبلها)، يصح عندئذٍ نسبة نفس ذلك الفعل لعيسى . ولذلك قال سبحانه فيما يرتبط بالموت: {قُلْ يَتَوَفَّاكُمْ مَلَكُ الْمَوْتِ الَّذِي وُكِّلَ بِكُمْ}. وقال: {اللهُ يَتَوَفَّى الآنْفُسَ حِينَ مَوْتِهَا..}.

## ثلة من الولاية التكوينية
- هكذا الحال بالنسبة للزرع؛ فإن الله هو الذي ينبته، لكن بشرط أن تحرث الأرض، مع بذر، وماء، و أن لا تكون سبخة وغير ذلك من شرائط، فيقال: أنبت الله الزرع، ويقال: أنبتت الأرض زرعها.. كما أن الجنين يتكون بشرط مقاربة الرجل زوجته ضمن شروط وحالات معينة، والمريض أيضاً يشفيه الله ولكن بشرط الدعاء، ولذا تجد أن بعض الأدعية تقرأ لقضاء حاجة بعينها، لكن دعاء آخر يفيد في قضاء حاجة من نوع آخر.
- ومن ذلك صلاة الاستسقاء التي ينزل المطر عقيبها، وصلاة الاستخارة، وصلاة الحاجة، ونحو ذلك.
- ولذلك قال وصي سليمان عن عرش بلقيس: {أَنَا آتِيكَ بِهِ..}.[4]

- ومن أمثلته صاحب موسى (الذي وردت قصته في سورة الكهف، فما هو اسمه ومن هو؟ فهذا غير معلوم على وجه اليقين).

## صاحب موسى والولاية التكوينية
شخصيّة صاحب موسى كما ورد ذكرها ووصفها في القرآن الكريم تعرب لنا عن ما يلي:
- أولاً: عن أنّه كان عالماً بعلم المنايا والبلايا، وعلم الآجال والحوادث. (هذا ما يسمّى بعلم الغيب؛ فمن أطلعه على ذلك العلم؟)، وكان يعلم علماً قطعيّاً بأنّ أمام السفينة ملكٌ يأخذ كل سفينة غصباً وأنّ السفينة لو أصبحت معيبةً لا يطمع بها. كما كان يعلم بأنّ الولَدَ لو بَلغَ أشدَّه، هجر الوالدين إلى الكفر والطغيان، وأنّه لو قَتَلهُ لعوَّض عنه ولداً باراً بوالديه. كما أنّه وقف على أنّ تحت الجدار مالاً مذخوراً وأنّه لو وقَعَ الجدارُ ظهر ذلك المال واستولى عليه الناس وانّه لو أقام الجدار يبقى مدة يبلغ فيها الغلامان أشدهما ويستخرجان كنزهما. وأيّ علم أعلى وأرفع من علوم هذا العبد الصالح الذي لا تحيط بها المقاييس والموازين. فلو قال رجلٌ مسلمٌ بأنَّ بين عباد اللّه سبحانه رجالاً صالحين هم خزنةٌ للعلم والاَسرار يرون ما وراء الحجب ويقفون على الحوادث والآجال بإذنه سبحانه وتعليمه فإنّما يريدون مثل هذا، لا غير. وأمّا العلم بالمغيّبات من دون اكتساب ولا تحصيلٍ من مصدر أعلى فإنّما هو يختص باللّه سبحانه فهو عالم الغيب والشهادة بلا تعليم وكسب، فأين المتناهي من اللامتناهي؟ وأين الممكن من الواجب؟ وأين الفقير من الغني؟ وأين المتعلّم من العالم بالذات، إذن فلا يلزم من نسبة التعرّف على الغيب في موارد خاصة، وعلى نحو الاكتساب إشراك العبد مع الربّ، والفقير مع الغنيّ.
- وثانياً: أنّ ما قام به صاحب موسى من الاَعمال البديعة تعرب عن كونه ذا قدرة متصرّفة في عالم التكوين على وجه لا يراه من صاحبه وجاوره فها هو خرق السفينة أمام أعين صاحبها وركّابها ولم يره أحد. فقد تصرّف في العيون والاَبصار على وجه لم يقفوا معه على فِعلِه، ليحولوا بينه وبين ما يريد. كما أنّه قَتلَ غلاماً في الطريق وبنى الجدار ولم يعرف بفعله أحدٌ. وما هذا إلاّ دليل بارز على قدرته على التصرّف في الاَبصار والاَنظار.[5]

## مواضيع ذات علاقة
- الإمامة
- العصمة
- الولاية